# Deaflympics d'hiver de 1995
Les Deaflympics d'hiver de 1995, officiellement appelés les 13e Deaflympics d'hiver, ont lieu du 13 mars au 19 mars 1995 à Ylläs, en Finlande. Les Jeux rassemblent 258 athlètes de 18 pays. Ils participent dans deux sports et trois disciplines qui regroupent un total de quinze épreuves officielles, soit trois épreuves de moins qu'en 1991. L'équipe de Russie a remporté le Deaflympics d'hiver de 1995.

## Indépendance du Comité international des sports des Sourds
Pendant le 34e congrès à Helsinki, le Comité international des sports des Sourds vote à l'unanimité le retrait du Comité International Paralympique et il devient indépendant. Le Comité international olympique continue de le soutenir.

## Sport

### Sports individuels
- Ski Descente
- Ski de fond
- Ski slalom

### Sports en équipe
- Ski de fond Relais
- Hockey sur glace

## Pays participants
- Allemagne
- Autriche
- Canada
- Finlande
- États-Unis
- Estonie
- France
- Italie
- Japon
- Lituanie
- Norvège
- Royaume-Uni
- République tchèque
- Suède
- Suisse
- Slovaquie
- Slovénie
- Russie

## Compétition

### Tableau des médailles
- Pays organisateur (Finlande)

| Rang | Nation             | Or     | Argent | Bronze | Total |    |
| ---- | ------------------ | ------ | ------ | ------ | ----- | -- |
| 1    | Russie             | 4      | 1      | 4      | 9     |    |
| 2    | Norvège            | 2      | 1      | 0      | 3     |    |
| 3    | Autriche           | 3      | 4      | 1      | 8     |    |
| 4    | Royaume-Uni        | 2      | 1      | 0      | 3     |    |
| 5    | Slovaquie          | 1      | 2      | 4      | 7     |    |
| 6    | États-Unis         | 1      | 0      | 2      | 3     |    |
| 7    | Italie             | 1      | 0      | 1      | 2     |    |
| 8    | France             | 1      | 0      | 0      | 1     |    |
| 9    | Suède              | 0      | 2      | 1      | 3     |    |
| 10   | Finlande           | 0      | 2      | 0      | 2     |    |
| 11   | Allemagne          | 0      | 1      | 0      | 1     |    |
| 11   | Canada             | 0      | 1      | 0      | 1     |    |
| 13   | République tchèque | 0      | 0      | 2      | 2     |    |
| 14   | Estonie            | 0      | 0      | 0      | 0     |    |
| 14   | Japon              | 0      | 0      | 0      | 0     |    |
| 14   | Lituanie           | 0      | 0      | 0      | 0     |    |
| 14   | Suisse             | 0      | 0      | 0      | 0     |    |
| 14   | Slovénie           | 0      | 0      | 0      | 0     |    |
| 14   | Total:             | Total: | 15     | 15     | 15    | 45 |

### La France aux Deaflympics
Il s'agit de sa 10e participation aux Deaflympics d'hiver. Avec un total de 5 athlètes français, la France parvient à se hisser à la 8e place dans le classement par nation. 

#### Médaillés
Les sportifs français ont remporté une seule médaille d'or.

- Ski slalom Homme: Arnaud Repellin